# La Línea, Sinaloa
La Línea är en ort i Mexiko.   Den ligger i kommunen El Fuerte och delstaten Sinaloa, i den västra delen av landet, 1 200 km nordväst om huvudstaden Mexico City. La Línea ligger 18 meter över havet och antalet invånare är 337.
Terrängen runt La Línea är platt åt sydost, men åt nordväst är den kuperad. Runt La Línea är det ganska tätbefolkat, med 67 invånare per kvadratkilometer. Närmaste större samhälle är Los Mochis, 18,7 km söder om La Línea. Trakten runt La Línea består till största delen av jordbruksmark.